# Martin Graf
Martin Graf, né le 11 mai 1960 à Vienne, est un homme politique autrichien. Membre du Parti de la liberté d'Autriche, il est troisième président du Conseil national, la chambre basse du Parlement autrichien.

## Biographie
Martin Graf est né à Vienne et étudie le droit à l'Université de Vienne, où il obtient un diplôme en 1987 et reçoit une formation d'avocat. Étudiant, il est membre de la Burschenschaft Olympia. Il est marié et a trois enfants.
De 1994 à 2002 et de nouveau en 2006, il est membre du Parlement autrichien. Entre ces deux mandats, il est membre de la direction de l'Institut autrichien de technologie (de), la plus grande institution de recherche non universitaire en Autriche. De 2000 jusqu'à 2006 il est aussi administrateur de PVA, la plus grande compagnie d'assurance de retraite et la plus grande institution de sécurité sociale du pays. Martin Graf est le président du club viennois de football FC Hellas Kagran. 
Après les élections législatives de 2008, qui placent Parti de la liberté d'Autriche en troisième position, il est élu, le 28 octobre 2008, troisième président du Conseil national, malgré l'opposition du Parti écologiste autrichien à travers leur propre candidat, Alexander Van der Bellen, et d'artistes et intellectuels. Efraim Zuroff du Centre Simon-Wiesenthal a aussi exprimé une profonde inquiétude sur « les liens bien connus » que Martin Graf a avec des groupes d'extrême droite. Selon SOS Racisme, la société d'étudiants Olympia « dont il est l'un des idéologues, est une corporation secrète, interdite aux Juifs et aux femmes et dont les membres ont pour mission de véhiculer des idées néonazies »,.
Il fait savoir en juin 2013 qu'il souhaite se retirer de la vie politique pour protéger sa famille de la « campagne sale » du Parti social-démocrate d'Autriche.